# Pavel Leontiev
Pour les articles homonymes, voir Leontiev.
Pavel Mikhaïlovitch Leontiev (Павел Михайлович Леонтьев), né le 18 août 1822 (30 août dans le calendrier grégorien) à Toula et mort le 24 mars 1874 (5 avril dans le calendrier grégorien) à Moscou, est un philologue russe cofondateur du Messager russe et des Nouvelles de Moscou.

## Biographie
Leontiev naît dans une famille de la petite noblesse du gouvernement de Toula. Il est l'arrière-petit-fils de l'homme de lettres Andreï Bolotov (1738-1833). Il poursuit ses études à l'institut de la noblesse de Moscou, où il a comme professeur de latin Dmitri Krioukov (1809-1845) qui lui éveille le goût des études classiques. Il termine l'institut en 1837 avec une médaille d'argent et entre sur le conseil de Krioukov et du comte Stroganov à l'université de Moscou en lettres qu'il termine en 1841. Il entre au service du comte Stroganov en tant que bibliothécaire, jusqu'à la fin de l'année 1843. Ensuite, il suit les cours à l'université de Königsberg du professeur Lobeck et du professeur Rosenkranz, les cours à l'université de Leipzig des professeurs Haupt et Stielbaum et les cours à l'université de Berlin des professeurs Lachmann et von Schelling, notamment, puis il voyage en Italie.
À son retour en 1847 à Moscou, il reçoit le grade de magister pour son travail De l'adoration de Zeus, écrit sous l'influence de La Philosophie de la mythologie de Schelling. En 1851, il est nommé professeur extraordinaire à la chaire de lettres latines et d'antiquités romaines de l'université de Moscou.
La publication de son ouvrage capital, Les Propylées. Recueil d'articles sur l'antiquité classique, édité en 1857-1859 à Moscou et réédité en 1869, marque un tournant dans sa carrière. Il contient des articles importants, tels que Esquisse de l'histoire de la Grèce antique, La Vénus de Tauride ou bien Des différents styles de la sculpture grecque. Nicolas Ier l'envoie sur les fouilles archéologiques de Tanais, ville grecque à l'embouchure du Don. Les détails de ces fouilles sont publiés dans un article fondamental dans le tome IV de Propylées.
En 1856, il est le cofondateur avec Mikhaïl Katkov et d'autres du Messager russe qui allait durablement influencer le développement intellectuel de la société russe de l'époque. En 1863, il reprend avec Mikhail Katkov la direction de La Gazette de Moscou (Moskovskie vedomosti), donnant nombre d'articles à ces deux revues qui s'intéressent alors à la réforme du système d'enseignement de l'Empire russe. Il fonde aussi avec d'autres éminents personnages de l'époque le lycée Tsarévitch-Nicolas dont il est le premier directeur et où il enseigne le grec et le latin et l'histoire antique.